# Albert Dou i Mas de Xexàs
Albert Dou i Mas de Xexàs   (Olot, 21 de desembre de 1915 - Sant Cugat del Vallès, 18 d'abril de 2009) fou un matemàtic català. De família noble (marquesos d'Olèrdola), formà part de la Companyia de Jesús.

## Biografia científica
Albert Dou Mas de Xaxàs fou acadèmic supernumerari de la Reial Acadèmia de Ciències Exactes, Físiques i Naturals i acadèmic corresponent de la Reial Acadèmia de Ciències i Arts de Barcelona. Fou autor de nombrosos estudis i obres de recerca sobre les matemàtiques i la física, i col·laborador de moltes revistes especialitzades (membre del consell assessor de Theoria).
Ingressà a la Reial Acadèmia de Ciències Exactes, Físiques i Naturals el 6 de juny del 1963, i passà a ser-ne membre supernumerari el 25 de febrer del 2004.
Fou professor de la Universitat de Deusto i, entre els anys 1974 i 1977, rector d'aquesta universitat, mandat durant el qual es feren oficials alguns centres universitaris, entre els quals destaca l'Escola Superior d'Enginyeria Informàtica.
Fou també rector de l'Instituto Católico de Artes e Industrias (ICAI) de la Universitat Pontifícia de Comillas de Madrid, entre el 1978 i el 1981. Fou el gran impulsor de l'actual prestigi de ICAI, i també de l'ICADE, en introduir gran quantitat de coneixements matemàtics en els plans d'estudi de les carreres econòmiques.
Doctor en Ciències Exactes i Enginyer de Camins, Canals i Ports, fou professor de l'Escuela Técnica Superior del Cuerpo, i també catedràtic d'Anàlisi Matemàtica a la Facultad de Ciencias de la Universitat Central de Madrid (avui, Universitat Complutense de Madrid).
Fou, a més, llicenciat en Filosofia i Lletres i en Teologia. Passà llargues temporades d'ensenyament i investigació a Hamburg (Matethematisches Seminär), a Nova York (Courant Institute) i a altres universitats del món, i col·laborà amb nombrosos organismes internacionals. Destaca la seva col·laboració en els càlculs del Programa Apolo de la NASA.
Fou president de la Reial Societat Matemàtica Espanyola, entre 1960 i 1963, i membre de nombroses societats culturals, científiques i tècniques. Rebé condecoracions militars i civils, entre les quals cal destacar la Gran Creu de l'Orde d'Alfons X el Savi al Mèrit Docent.
És important la seva participació en la identificació del papir 7Q5, en la qual va fer una important aplicació del cas a la informàtica.

## Obra
Selecció d'algunes de les seves obres:
- "Fundamentos de Matemáticas".
- "Fundamentos de Física".
- "The Mathematics Genealogy project".
- "Las teorías del movimiento de proyectiles y paralelas de Aristóteles a Einstein".
- "La verdad en la Matemática axiomática".
- "La mutua influencia entre Matemática y Física", (col·laborador).
- "Los Cuadritejidos planos".
- "The corollarium II to the proposition XXIII of Saccheri's Euclides".
- "Las Matemáticas en la España de los Austrias".
- "Método de máximos y mínimos".
- "Los primeros testimonios del Nuevo Testamento". (col·laborador).
- "Rang der ebenen 4-Gwebe".
- "Upper Estimate of Potential Elastic Energy of a Cylinder".
- "Logical and Historical Remarks on Saccheri's Geometry".
- "Las derivadas segundas del potencial del volumen".
- "De la verdad a la validez en Geometría" (1733-1871).